# 性格
性格（英語：character）是社会定义下，个人对待周围世界的态度，由行为反映出。性格随个体差异，但后天形成的社会性对其认知有重大影响，也會因此体现了阶级与道德。

## 性格結構
埃里希·弗洛姆 (Erich Fromm) 將性格結構描述為一個人可觀察到的行為背後的驅動力的根源，即性格激情的根源。因此，它是一種特徵或特徵的結構，它們結合起來形成特定的性格取向。特質是表徵一個人的持久特質，例如勇氣、嫉妒、迂腐等。在今天的心理學中，人格特質這個詞更為常見，儘管不是同義詞。在精神分析領域，性格特徵仍作為動態術語，來描述基於人的性格結構的部分本能意義上的本能或熱情的奮鬥。然而，性格的基本取向（如以權力要求別人服從的性格）不能從單一的特質中推導出來。只有在相互作用中考慮幾個性格特徵，才能避免淺薄、簡單的性格分析。根據弗洛姆的說法，性格結構主要是透過童年經歷創造的。弗洛姆以類似於性格特徵和性格取向的典型組合的方式，來描述個人的個性和人類社會的社會性格。
性格結構是一個次要人格特質系統，表現為個人與他人、各種刺激和環境的聯繫和反應的特定方式。一個兒童的養育和/或教育導致他們在合理的感情之間產生衝突，生活在不合邏輯的環境中，以及與不把孩子的長期利益放在心上的成年人互動將更有可能形成這些次要特徵。透過這種方式，兒童會阻止通常會發生的不想要的情緒反應。雖然這可能對兒童在功能失調的環境中有益，但它也可能導致孩子以不適當的方式做出反應，透過發展替代方式，在一個完全獨立的環境中與他人互動時，能量強迫性地浮出水面，損害其自身利益。晚年發生的重大創傷，即使是成年後，有時也會對性格產生深遠的影響。參見創傷後應激障礙。然而，如愛利克·艾瑞克森所說，根據個人如何應對生命週期中的社會心理挑戰，性格也可能以積極的方式發展。

## 组成
性格结构包括四个方面：
- 对现实的态度特征
- 意志特征
- 情绪特征
- 理智特征

## 气质的差别
气质具有天赋性，没有高低优劣之分，而性格则有社会定义划分的高低好坏之分。
汉语语境中这两个词的区分不甚严格，但气质具有的更为静态的概念，而性格常表现为动态事物决断。